# تپه قلات شاهوانه
تپه قلات شاهوانه مربوط به هزاره اول قبل از میلاد - سدهٔ ۶ تا ۸ ه.ق است و در شهرستان اشنویه، بخش مرکزی، دهستان اشنویه شمالی، روستای شاهوانه واقع شده و این اثر در تاریخ ۲۸ شهریور ۱۳۸۶ با شمارهٔ ثبت ۱۹۶۰۳ به‌عنوان یکی از آثار ملی ایران به ثبت رسیده است.